# 大衛多夫火山
51°57′15″N 178°19′34″E / 51.9542°N 178.326°E
大衛多夫火山是美國的火山，位於大衞杜夫島，由阿拉斯加州負責管轄，海拔高度320米，最近一次火山噴發估計在數千年前發生。